# Cyrtomaia granulosa
Cyrtomaia granulosa is een krabbensoort uit de familie van de Inachidae. De wetenschappelijke naam van de soort is voor het eerst geldig gepubliceerd in 1982 door Guinot & Richer de Forges.